# Stadionul Rompan
Stadionul Rompan este un stadion de fotbal din București care este folosit de echipa AS Spic de Grâu.